# Бред Берд
Філіп Бредлі Берд, відомий як Бред Берд (англ. Phillip Bradley «Brad» Bird; нар. 24 вересня 1957) — американський кінорежисер, сценарист і мультиплікатор, дворазовий володар премії «Оскар». Зняв для студій Disney і Pixar такі відомі анімаційні фільми, як «Суперсімейка» (2004) і «Рататуй» (2007). Сценарист і режисер картини 1999 року «Залізний велетень» студії Warner Bros.

## Життєпис
Народився у місті Каліспелл (штат Монтана, США) 24 вересня 1957.
Побувавши в одинадцятирічному віці на студії Walt Disney в ході однієї з екскурсій, задався метою стати одним з її співробітників аніматорів. На навчання в студію хлопчик приходить вже у віці 14 років, встигнувши до цього самостійно створити свій перший мультфільм. Один з найкращих аніматорів студії Мілт Кахл бере талановитого хлопчика до себе в підмайстер. Згодом студія виділить кошти, необхідні для навчання в Каліфорнійському інституті мистецтв, заснованому Уолтом Діснеєм спеціально для навчання початківців мультиплікаторів. Під час навчання Берд знайомиться з Джоном Лассетером, який у майбутньому стане одним із засновників студії Pixar.
Закінчивши інститут, деякий час працює на студії Діснея, проте незабаром приймає рішення пуститися у самостійне плавання. До аніматора-початківця успіх приходить далеко не відразу. Тільки в 1999 році з виходом на екрани кінотеатрів повнометражного мультфільму «Залізний велетень» до режисера приходить перша популярність. Картину, яку режисер створив за замовленням кінокомпанії Warner Bros, дуже високо оцінили критики, а от глядачам вона не припала до душі.
Дуже високо оцінив роботу Берда і Джон Лассетер, який запросив Берда взяти участь у роботі над анімаційним фільмом «Суперсімейка» (2004). У картині, що вийшла на екрани в 2004 році Берд виступив не тільки як режисер, але і як єдиний сценарист. Берд, таким чином, стає першим, кому Pixar довірила самостійну роботу над сценарієм. Мультфільм зібрав у прокаті понад 600 мільйонів доларів, ставши одним з найбільш комерційно успішних проєктів компанії за всю її історію. За цей же фільм в 2005 році режисер отримує і свій перший «Оскар».
Колосальний успіх «Суперсімейки» дозволяє режисерові отримати в свої руки ще один вельми цікавий проєкт — «Рататуй» (2007). Краще, ніж Берд, довести до розуму незакінчену попереднім режисером картину навряд чи зміг би хто-небудь інший. Картина, що зібрала в прокаті понад 620 мільйонів, стає одним із лідерів кінопрокату 2007 року. Друга за три роки картина приносить режисерові другий «Оскар».

## Фільмографія

### Аніматор
- Animalympics (1980)
- Лис і мисливський пес (1981)
- The Plague Dogs (1982)
- Garfield on the Town (1983)
- Чорний казан (1985)
- Amazing Stories, епізод «Family Dog» (1987)

### Режисер
- Amazing Stories, епізод «Family Dog» (1987)
- Сімпсони, епізоди «Krusty Gets Busted» (1989), «Like Father, Like Clown» (1991), «22 Short Films About Springfield» (1996)
- Невгамовні, епізод «Tommy Pickles and The Great White Thing» (1991)
- Залізний велетень (1999)
- Суперсімейка (2004)
- Джек-Джек атакує (2005)
- Рататуй (2007)
- Місія нездійсненна: Протокол Фантом (2011)
- Земля майбутнього (2015)
- Суперсімейка 2 (2018)
- 1906 (TBA)

### Сценарист
- Amazing Stories, епізоди «The Main Attraction» (1985), «Family Dog» (1987)
- Батарейки не додаються (1987)
- Залізний велетень (1999)
- Суперсімейка (2004)
- Рататуй (2007)
- Земля майбутнього (2015)
- Суперсімейка 2 (2018)

### Продюсер
- Дивовижні історії/Amazing Stories (1985—1987) (сериал)
- Людина-оркестр/One Man Band (2005)
- Vowellet: An Essay by Sarah Vowell (2005)
- The Making of `The Incredibles` (2005)
- Mr. Incredible and Pals (2005)
- More Making of `The Incredibles`(2005)
- Твій друг пацюк/Your Friend the Rat (2007)
- Земля майбутнього (2015)

### Актор
- Згубний доктор/Doctor of Doom (1979) … Don Carlo, Bystander
- Дивовижні історії/Amazing Stories (1985—1987) (серіал) … Scientist #2
- Суперсімейка/The Incredibles (2004) … Една Мод
- Рататуй/Ratatouille (2007) … Ambrister Minion
- Світ юрського періоду/Jurassic World (2015) … диктор монорейки
- Суперсімейка 2/Incredibles 2 (2018) … Една Мод